# Marie Reno
Pour les articles homonymes, voir Reno.
Marie Reno, née le 6 mai 1986 dans le 15e arrondissement de Paris, est une musicienne, auteur-compositeur-interprète et humoriste française.
Elle chante, joue du piano, de la guitare et du ukulélé.

## Biographie

### Enfance et formation
Marie Reno est née le 6 mai 1986 à Paris de parents chanteurs : Violette Vial et Henri Reynaud, du Chœur de l'Armée française. Elle commence le piano à l'âge de 4 ans et suit ses parents dans les loges de leurs spectacles. Elle a passé son enfance dans la commune de Bois-le-Roi, en Seine-et-Marne[réf. nécessaire].
En 2005, elle entreprend des études de Lettres modernes à la Sorbonne à Paris où elle obtient un master. Elle entre au conservatoire régional d'Aubervilliers en classe de composition musicale, en MAO (Musique Assistée par Ordinateur) et en piano jazz. Elle peaufine sa technique classique au CNSM de Paris[réf. nécessaire].
La musique de film fait partie de ses ambitions.
Elle est la sœur de l'humoriste et podcasteur Franjo.

### Carrière professionnelle
Elle commence à écrire ses premières chansons après une journée passée sur le plateau de l'émission Vivement dimanche de Michel Drucker et décide d'en faire son métier. Elle donne son premier concert de chansons le 19 décembre 2009 au Café de Paris et produit son premier album Mes idées Nues en mai 2011.
En 2012, elle écume les scènes parisiennes et de la Côte d'azur.
Elle produit avec son frère, l'humoriste Franjo, le clip Pokerstar réalisé par Rémi Dumas, qui lui vaut d'être invitée sur l'émission hebdomadaire d'Alexis Laipsker, le All Star Mag.
Elle compose toutes les musiques des vidéos humoristiques de Franjo[source insuffisante].

### Avec Constance
L'humoriste Constance choisit l'une de ses chansons pour habiller son spectacle « Les mères de famille se cachent pour mourir »[source secondaire souhaitée] qu'elle donne à la Comédie de Paris. Cette rencontre donne lieu[réf. souhaitée] à l' écriture d'une première chanson, Toute propre, en co-écriture avec Constance et Davy Mourier.
Marie Reno compose toute la musique originale du spectacle Partouze Sentimentale de Constance produit par Claude Wild. Le spectacle sera joué durant toute une année à la Comédie de Paris.
Les deux artistes décident d'écrire et de produire un spectacle d'humour musical, Gerbes d'amour, mis en scène par Didier Super. Elles jouent ce spectacle plus de 150 fois[réf. souhaitée], entre juin 2016 et janvier 2018. Elles vont à deux festivals d'Avignon[réf. souhaitée] et participent notamment au festival du rire de Montreux en Suisse.

### Reconnaissance
Marie Reno joue en solo sur des plateaux d'humour en région parisienne, tel le Paname Art Café ou le Café Oscar[réf. souhaitée]. Elle produit les sketchs chantés qu'elle publie sur Internet.
En mai 2018, elle produit aussi le clip de la chanson Mariage Mixte en duo avec l'humoriste et YouTubeur Observateur, réalisé par Quentin Defrance. Elle s'amuse du Mondial et des garçons avec La coupe du monde des cocus. Chanson inspirée de Vive le sport d'Éric Toulis, elle cumulera plus de 6 millions de vues[réf. nécessaire].
En septembre 2018, elle rentre dans l'équipe du Top de l'Actu de la radio Rire et Chansons.
Elle s'engage socialement en 2019 avec ses chansons humoristiques pour aussi bien dénoncer les violences faites aux femmes, comme avec le titre Tu peux battre ta femme en hommage à Salomé de Cagnes-sur-Mer qui n'a pas survécu aux coups de son compagnon. Elle apporte son soutien à l'association du cancer du sein avec la chanson Attention à vos nichons[réf. nécessaire].
Marie Reno soutient les professions touchées par la crise du Covid-19. Privée de scène comme ses confrères humoristes, dont son frère François Reno dit Franjo fait également partie, elle s'inspire de l'actualité pour faire des parodies avec lui sur la pandémie qui font plusieurs millions de vues sur YouTube.
En juin 2022 sort son deuxième album Happy Flower , rendu possible grâce à la plateforme de financement participatif Ulule[source insuffisante].

## Discographie

### Album
- Mes idées nues[réf. souhaitée]
- Happy Flower[14]

## Production audiovisuelle

### Sketchs chantés
| - Il est où le printemps - L'épilation - Objectif Bikini - La coupe du monde des cocus - L'été, la saison des petits culs - Mariage Mixte avec Observateur - Je m'ennuie à 80 - Les Paroles paroles d'Emmanuel Macron | 2018 - Merci qui ? - Le beaujolais nouveau - Défaite de Noël - Ya plus de saison | 2019 - Salle d'attente du médecin - Le prof de sport - La célibataire, est une chanson parodiant Le célibataire d'Éric Toulis. - Jésus,viens nous sauver d'Emmanuel - Chipolata ! - C'est toi que je t'aime... le fromage ! - Journée des droits de la Femme - Tu peux battre ta femme - Attention à vos nichons | 2020 - Couvre-Feux - Pandémia, la dernière comédie musicale avant la fin du monde - Sur la plage abandonnée, mégots et capotes usagées... - Laisse-moi te chanter d'emmener Médor au Touquet - Ouvrez la porte des restos - Seum seum seum (Marie Reno et Marina Cars) | 2020 - Le Blues du tire-fesses |

### Vidéos de Franjo (musique de Marie Reno)
- Les entretiens d'embauche
- L'élève difficile
- Les caissiers

### Piano Libre service
- Paris Paris
- Bikini

## Distinctions
- Lauréate du concours Paris en chansons  le 15 mai 2012 avec Paris Paris extrait de son Album Mes idées Nues[16].
- 1er prix du 22e festival Rock & chanson Polonica à Cologne en 2014[17].
- Finaliste en juin 2014 du tremplin du Père Lachaise à la Manufacture Chanson à Paris[15].